# Kathedrale von Caltagirone

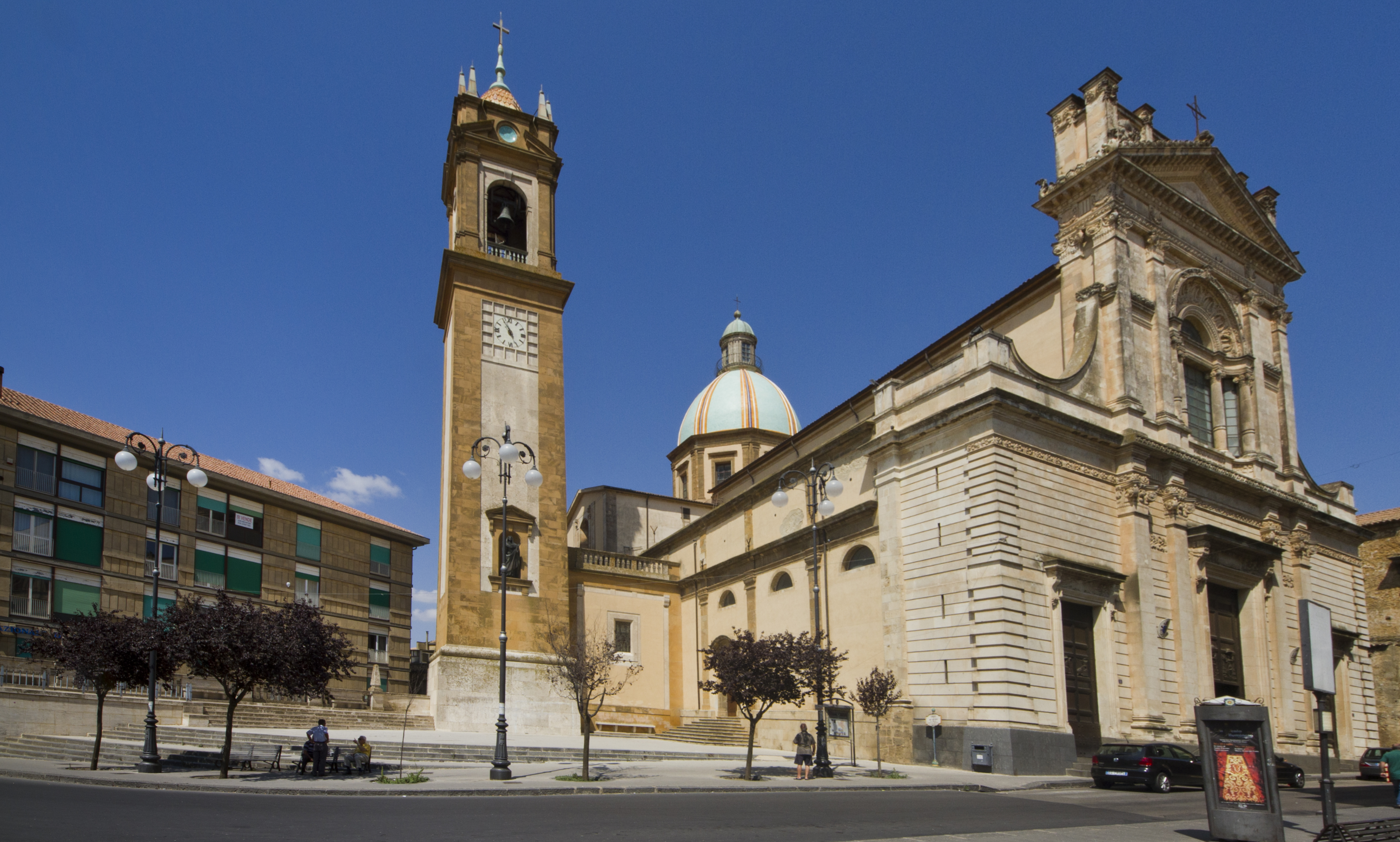
Die Kathedrale von Caltagirone

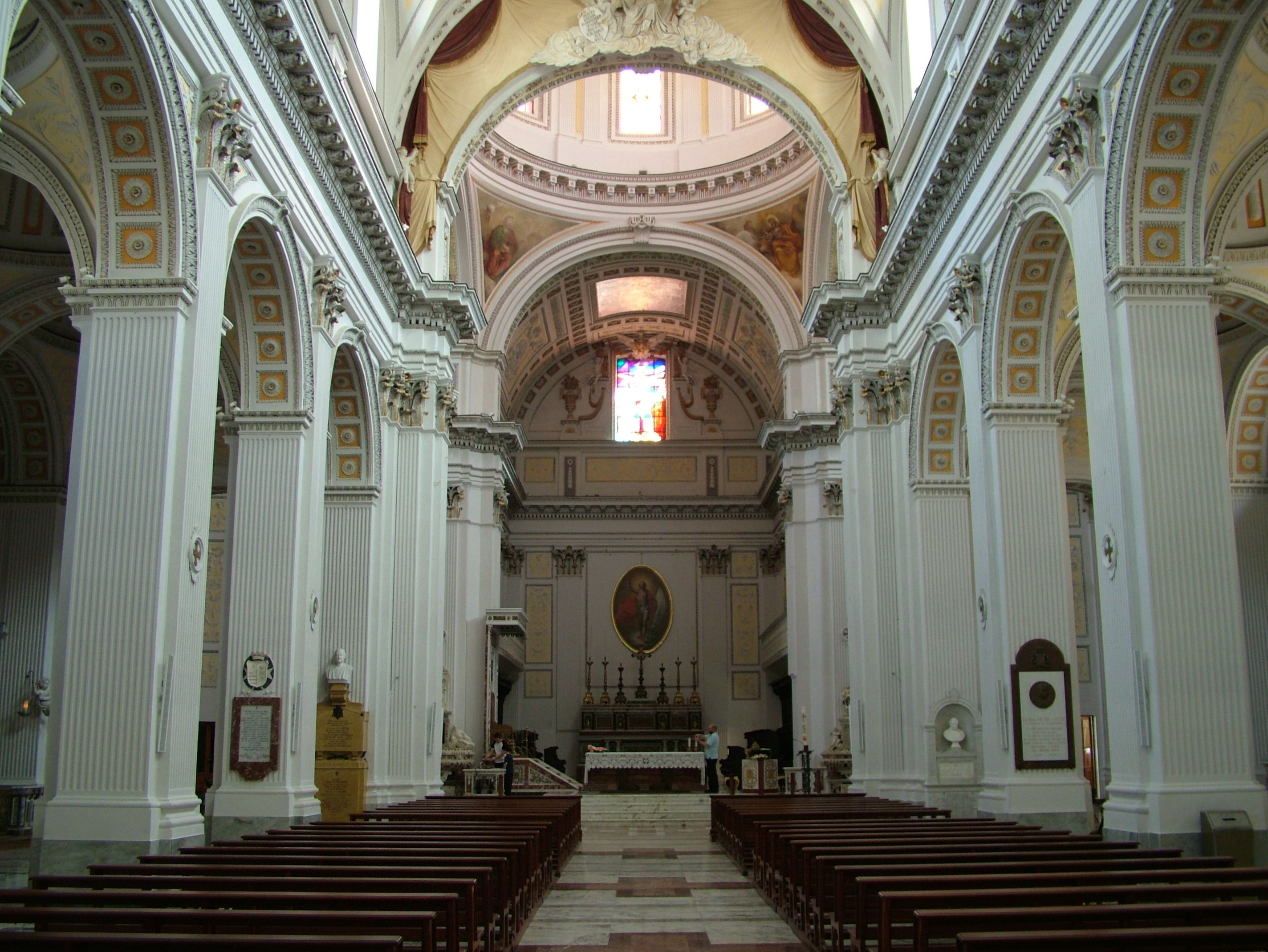
Innenansicht

Die Kathedrale San Giuliano  in Caltagirone ist die Kathedrale des Bistums Caltagirone.

## Geschichte und Architektur
Die dreischiffige Kirche an der Piazza Umberto I. stammt in ihren Anfängen aus normannischer Zeit. Bei Erdbeben in den Jahren 1542 und 1693 wurde sie jeweils schwer beschädigt. Im Jahr 1818, nach der Errichtung des Bistums Caltagirone, wurde sie fast vollständig umgebaut. Der 48 Meter hohe Campanile kam noch später hinzu.

## Ausstattung
Zur Kirchenausstattung gehören mehrere Gemälde von Giuseppe Vaccaro, der aus einer örtlichen Malerfamilie stammt, und im rechten Arm des Transepts ein hölzernes Kruzifix aus der Renaissance.